# Brasão de armas da Costa do Marfim

2001 - presente

O brasão da Costa do Marfim em sua versão atual foi adotado no ano 2001. Na parte central do escudo aparece a cabeça de um elefante africano. Este animal é um símbolo importante do país, é o de maior tamanho encontrado e além disso a Costa do Marfim é conhecida pelo marfim, recurso que deu nome ao país. Na parte superior do escudo está representado o sol nascente, o símbolo tradicional de um novo começo. Na parte inferior aparece a denominação oficial do país em francés, "Republique de Cote d' Ivoire" ("República da Costa do Marfim "), escrita em uma faixa com as cores da bandeira nacional.

1964 - 2000